# Сушак
Су́шак (хорв. Sušak) — район на востоке хорватского города Риека, ранее являвшийся отдельным городом. Ныне местный совет Сушак, население которого 1812 человек.

## История
В 1787 году побережье от Риеки до города Сень было объединено в составе так называемого Венгерского Приморья (Ugarsko primorje), поделённого на три котара: Риекский (riječki), Бакарский (bakarski) и Винодольский (vinodolski). Селения Сушак, Трсат (Trsat), Вежица (Vežica) и Драга (Draga) вошли в Бакарский котар. В 1888 году мэр Сушака Хинко Бачич торжественно открыл отель «Континенталь».
Сушак получил статус города уже под властью Королевства Сербов, Хорватов и Словенцев, указом короля Петра I Карагеоргиевича, 23 октября 1919 года. На тот момент Сушак имел 12 тысяч жителей. В 1920—1924 годах соседняя Риека входила в состав Свободного города Фиуме, который был организован ранее, согласно Рапалльскому договору 1920 года. Но по Римскому договору 1924 года между Королевством Сербов, Хорватов и Словенцев и Италией город Фиуме потерял статус независимой территории. Фиуме был аннексирован Италией как провинция Фиуме, а Сушак остался в составе Королевства Сербов, Хорватов и Словенцев, но при условии совместного использования портовых объектов.
Многолетним югославским мэром Сушака был архитектор и бизнесмен (владелец близлежащей каменоломни) Мариан Шаринич (Marijan Šarinić), сохранивший свой пост и при итальянской оккупации, и при усташах. Журналистка Ребекка Уэст в своей книге путешествий 1941 года «Чёрный агнец и сивый сокол» посвятила Сушаку целую главу (Sic). В 1944—1945 годах Риека, Сушак и Опатия сильно страдали от массированных англо-американских бомбардировок. В начале 1945 года Мариан Шаринич покончил с собой.
3 мая 1945 года Сушак был взят югославскими коммунистическими партизанами. В городе начался красный террор.
В 1948 году Сушак включён в состав города Риеки, в то время ставшей частью титовской Югославии.
В Сушаке базируется футбольный клуб «Ориент».

## Галерея

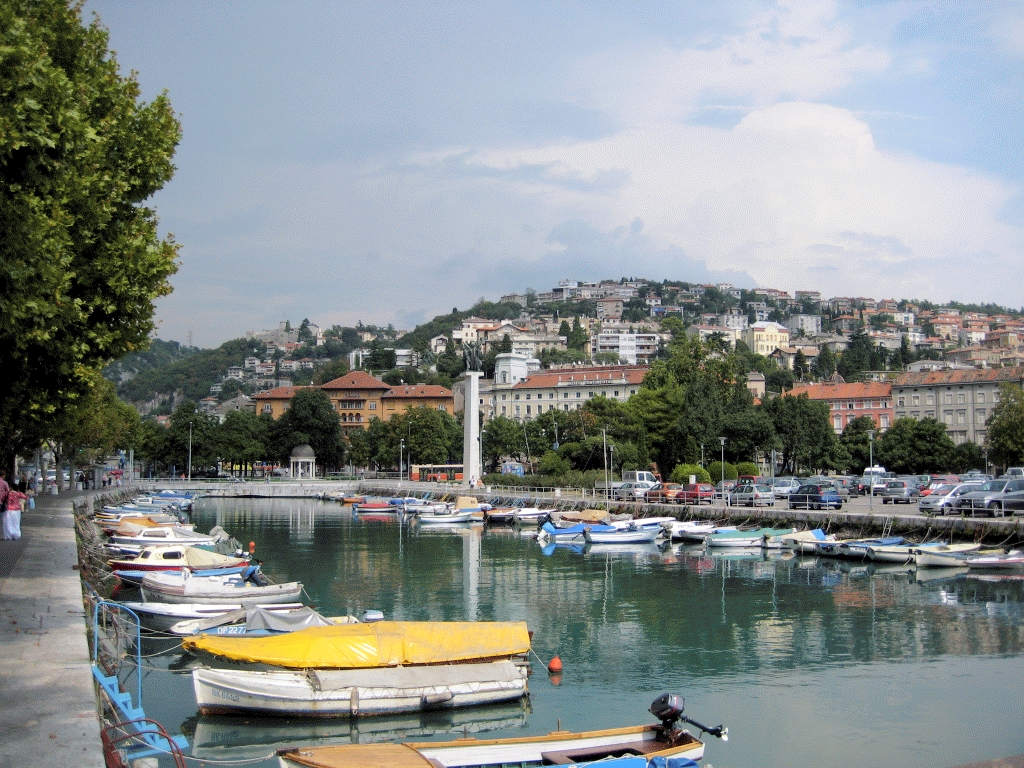
Сушак.
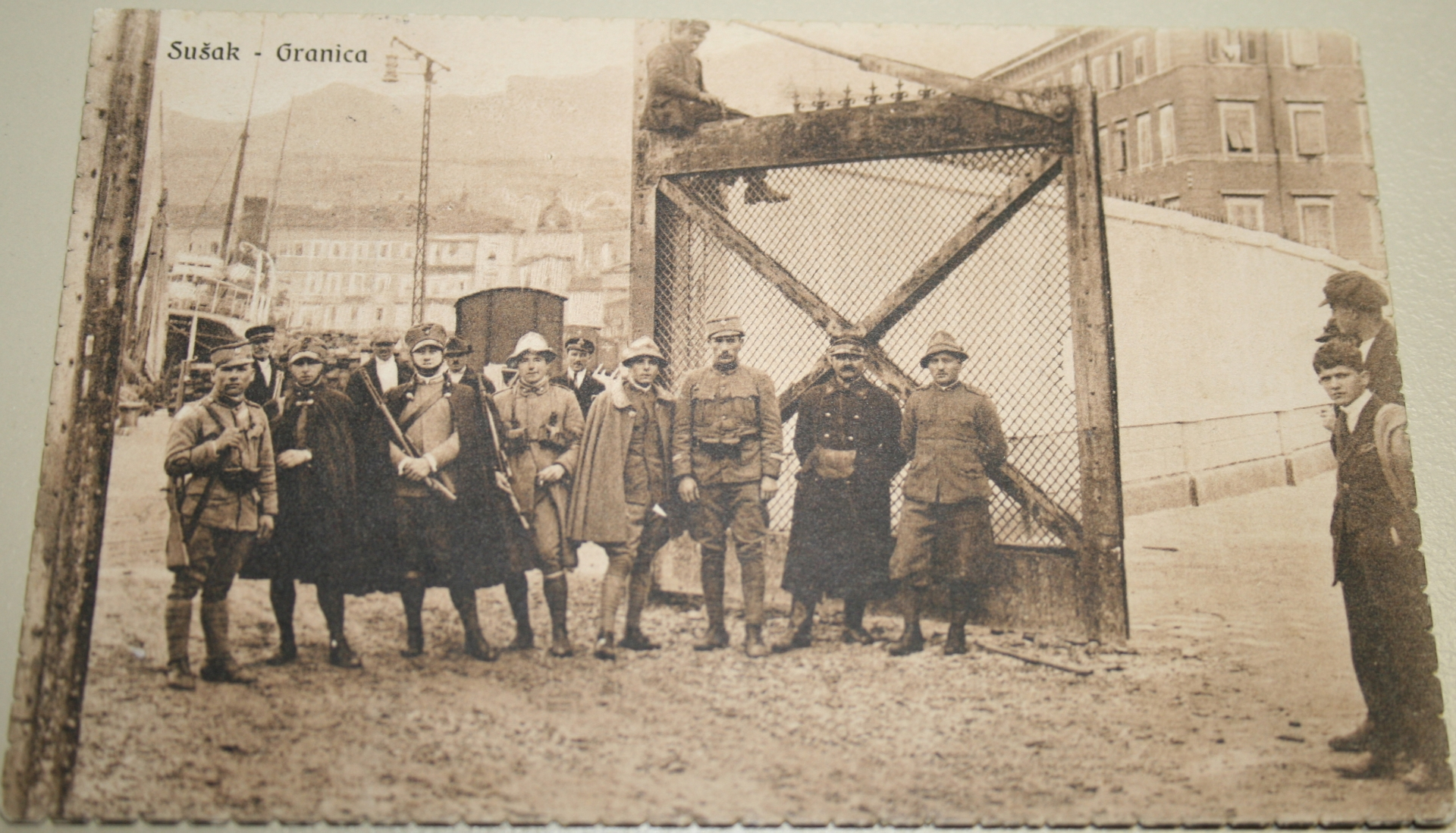
Граница в Сушаке, 1929 год.
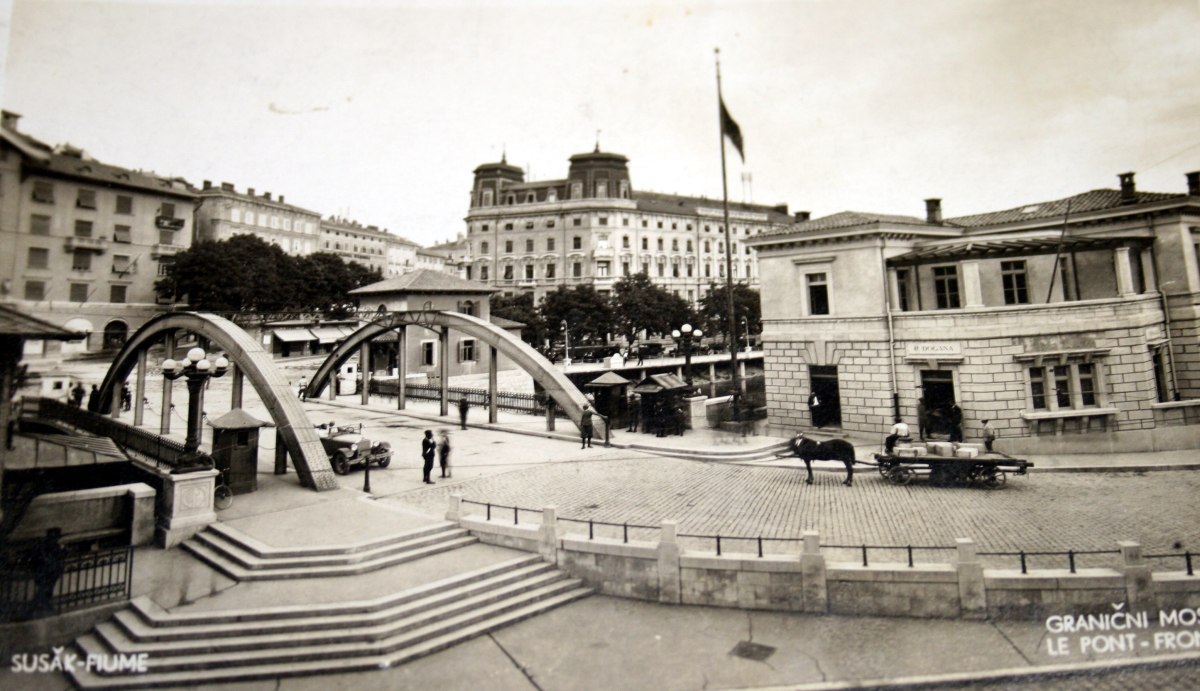
Пограничный мост через Рьечину, 1933 год.
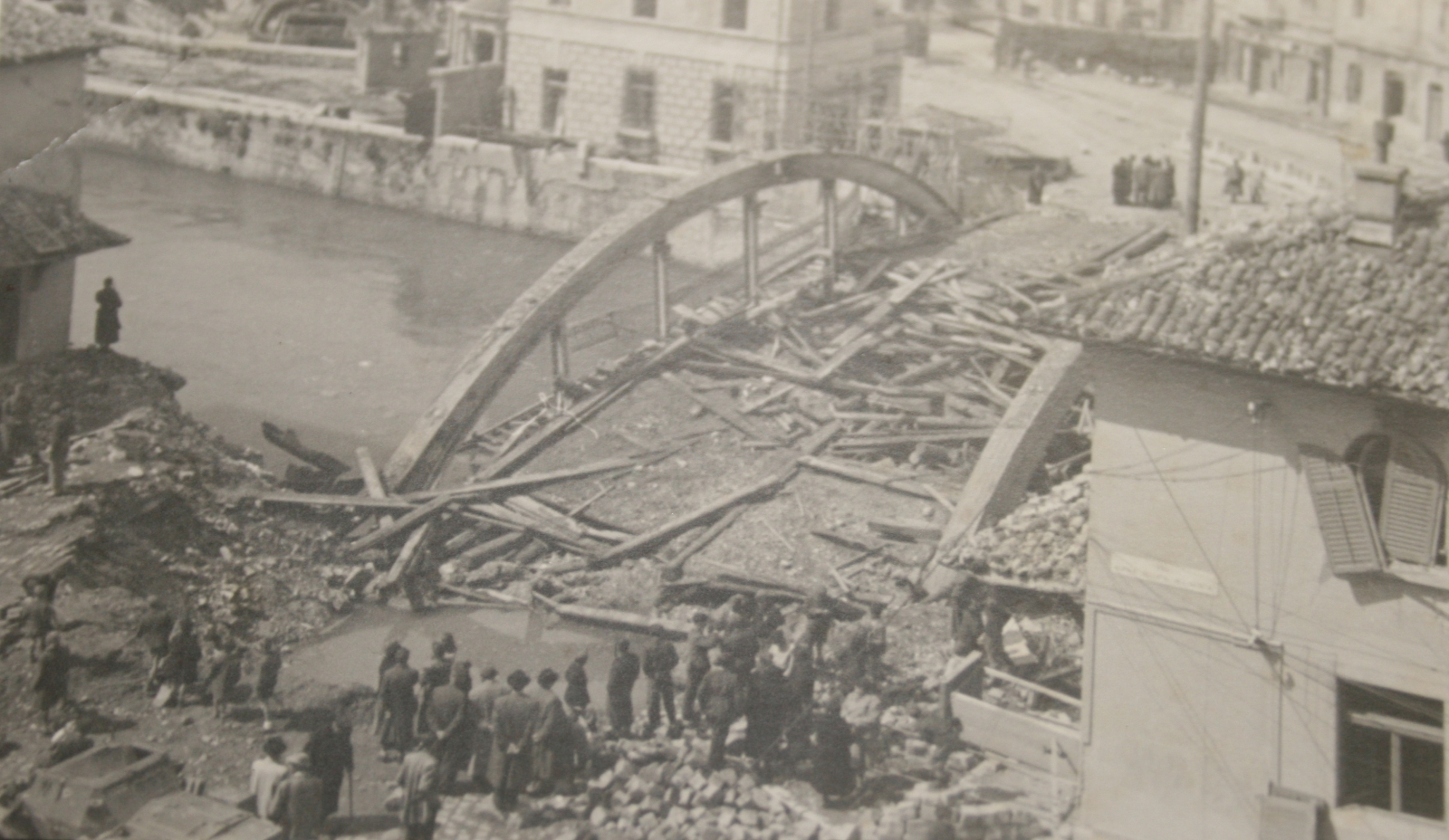
Пограничный мост через Рьечину, 1945 год.